# Theophrastus (kráter)

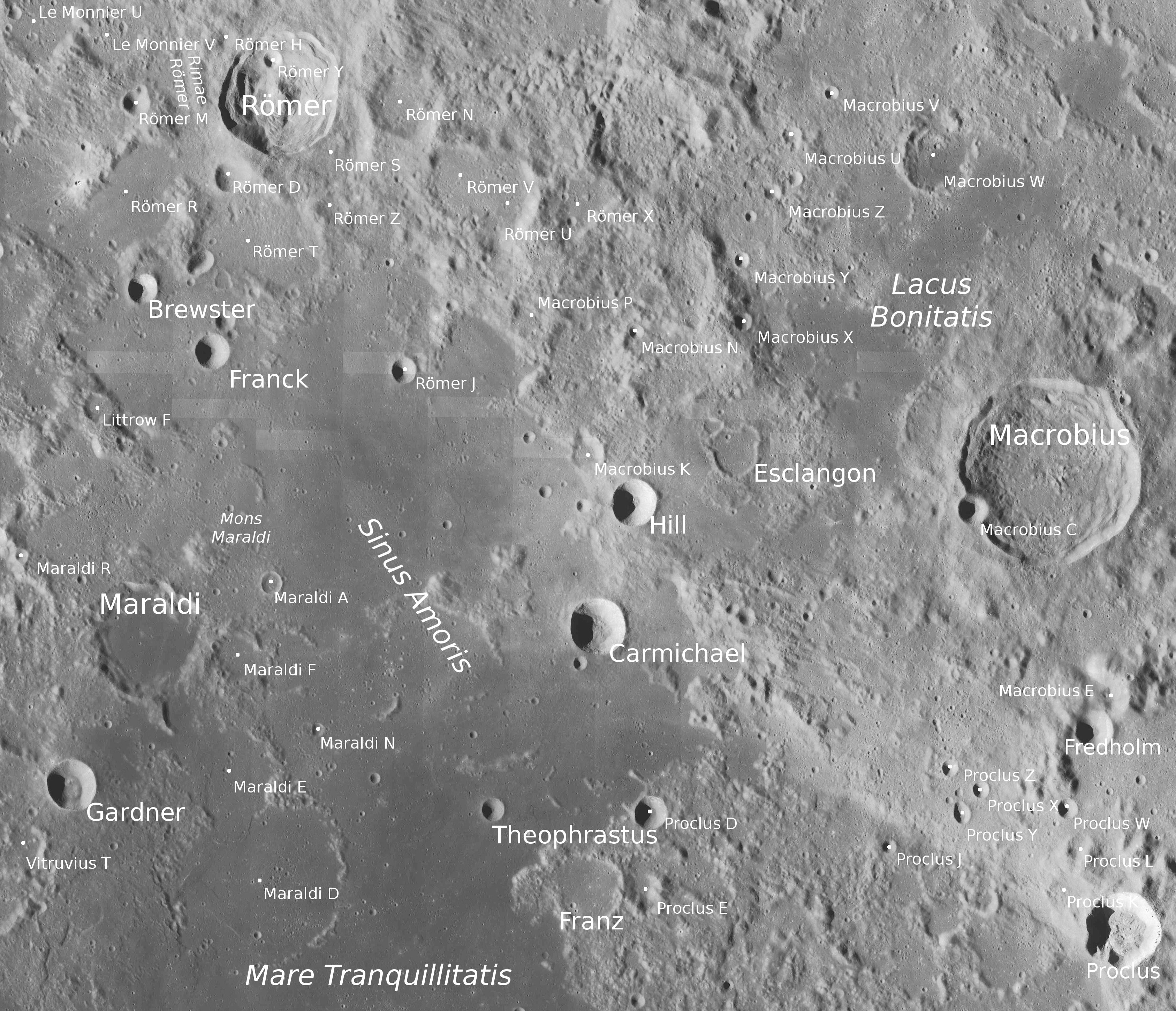
Kráter Theophrastus a okolí.

Theophrastus je nevelký impaktní kráter nacházející se v jižní části Sinus Amoris (Záliv lásky) na přivrácené straně Měsíce. Má průměr 9 km, pojmenován je podle řeckého filosofa Theofrasta. Je kruhovitého tvaru se stěnami, které se svažují ke středu a nízkým okrajovým valem. Než jej Mezinárodní astronomická unie v roce 1973 přejmenovala, nesl název Maraldi M.
Severozápadně leží kráter Maraldi, severoseverovýchodně Carmichael, a jihovýchodně lávou zatopený a značně rozrušený kráter Franz.